# アトランティコ県
アトランティコ県（西: Atlántico）は、コロンビアの北部にある県。国内で3番目に小さな県だが、人口は227万2170人もあり、人口密度の高い県である。
県都はバランキージャ。他の重要な都市として、ソレダード、マランボがある。

## 隣接する県
北にカリブ海、南にボリーバル県、東にマグダレナ川を挟んでマグダレーナ県と接する。

## 行政

### 下位行政区画
23のムニシピオ（基礎自治体）がある。
1. バラノア (Baranoa)
2. バランキージャ (Barranquilla)
3. カンポ・デ・ラ・クルス (Campo de la Cruz)
4. カンデラリア (Candelaria)
5. ガラパ (Galapa)
6. フアン・デ・アコスタ (Juan de Acosta)
7. ルルアコ (Luruaco)
8. マランボ (Malambo)
9. マナティ (Manatí)
10. パルマール・デ・バレーラ (Palmar de Varela)
11. ピオホ (Piojó)
12. ポロヌエボ (Polonuevo)
13. ポネデラ (Ponedera)
14. プエルト・コロンビア (Puerto Colombia)
15. レペロン (Repelón)
16. サバナグランデ (Sabanagrande)
17. サバナラルガ (Sabanalarga)
18. サンタ・ルシア (Santa Lucía)
19. サント・トマス (Santo Tomás)
20. ソレダード (Soledad)
21. スアン (Suán)
22. トゥバラ (Tubará)
23. ウシアクリ (Usiacurí)